# Chris Kingsbury
Christopher J. Kingsbury (Omaha, 18 september 1974) is een Amerikaans voormalig basketballer.

## Carrière
Kingsbury speelde collegebasketbal van 1993 tot 1996 voor de Iowa Hawkeyes. Hij werd niet gekozen in de NBA draft van 1996 maar nam wel deel aan de trainingskampen van de Miami Heat en Washington Wizards maar wist geen plaats in die ploegen te veroveren. Hij werd wel geselecteerd in de CBA Draft als 62e in de vierde ronde door de La Crosse Bobcats. Hij tekende eind oktober 1996 wel bij de La Crosse Bobcats uit de CBA en speelde er een seizoen samen met oudploeggenoot Russ Millard. Hij speelde in de zomer in de Rocky Mountain Revue met de Sacramento Kings. In 1997 ging hij spelen voor het Italiaanse JuveCaserta Basket voor een seizoen. In juli 1999 werd hij in de vierde ronde als 28e gekozen in de IBL Draft door de Cincinnati Stuff. Hij tekende daarna voor hen en speelde er twee seizoenen voordat hij besloot te stoppen als profbasketballer.